# Biblioteca Nacional de Suecia
La Biblioteca Nacional de Suecia (en sueco: Kungliga biblioteket, Biblioteca Real) es el organismo encargado de la recolección y conservación de todo el material de sonido, imagen e impresión publicado en Suecia.
Las colecciones de la Biblioteca están abiertas a todos, pero la actividad se centra principalmente en el mundo de la investigación. Los materiales de la colección sueca no pueden ser prestados a domicilio, sino que deben ser estudiados en sala. La mayoría del material está almacenado y debe pedirse con antelación.

## Colecciones
En las colecciones de la biblioteca existen más de 20 millones de artículos. Además de los libros se incluyen carteles, fotografías, manuscritos e impresos publicitarios. La colección audiovisual está formada por más de 7 millones de horas grabadas.
La biblioteca contiene documentos personales de Astrid Lindgren, August Strindberg y Dag Hammarskjöld, entre otros.

## Deposición legal
Según la ley de depósito legal actual deben los editores de material impreso que se distribuya en Suecia entregar una copia de cada obra a la Biblioteca Nacional y a seis bibliotecas de investigación. Los editores de música, cine, televisión o radio deben, en forma similar, entregar copias a la biblioteca. Pero en algunos casos, solamente parte de las transmisiones.
La ley tiene su origen en la política de la Ley de 1661 de la Nación, que se convirtió en ley donde todos los impresores de libros en Suecia tenían que enviar dos copias de cada escrito impreso, una copia iría a los Archivos Nacionales y la segunda a la Biblioteca Nacional. La ley era más bien para controlar las corrientes de opinión que para conservar los registros para la posteridad.

## Biblioteca y colaboración
La Biblioteca Nacional es responsable del suministro de información a la educación superior y la investigación. Esto incluye la negociación de acuerdos de licencia centralizada para facilitar el acceso a varias bases de datos.
La Biblioteca coordina una serie de expertos y grupos de especialistas que trabajan en temas relacionados con las bibliotecas en todo el mundo, por ejemplo, la digitalización, los sistemas de clasificación y el directorio común Libris.
También organiza cursos de formación y apoya proyectos relacionados con las bibliotecas.

## Autoridad
La Biblioteca Nacional es un organismo estatal dependiente del Ministerio de Educación.

## Biblioteca de investigación
La Biblioteca Nacional es también una biblioteca de investigación humanista, que compra literatura de investigación en varios idiomas.

## Visita
La Biblioteca Nacional se encuentra en el parque Humlegården en el centro de Estocolmo. La biblioteca está abierta al público. Toda persona que sea mayor de 18 años con identificación puede pedir materiales de las colecciones. Audiovisual puede acceder únicamente para fines de investigación. Hay reglas especiales para las personas que no residen en Suecia o que no tienen un número de identidad personal sueco.